# Вьюгин, Игорь Сергеевич
И́горь Серге́евич Вью́гин (род. 27 января 1948, Москва) — советский футболист.

## Карьера
Воспитанник СДЮШОР «Спартак» (Москва). За свою карьеру выступал в советских командах «Спартак» (Москва) и «Шинник» (Ярославль). С мая 2002 года по июль 2007 года занимал должность администратора в СДЮШОР «Спартак» (Москва).